# Singin' to My Baby
Singin' to My Baby è il primo e unico album discografico realizzato da Eddie Cochran in vita, fu pubblicato dalla casa discografica Liberty Records nel settembre del 1957.

## Tracce

### LP
Lato A
1. Sittin' in the Balcony – 1:58 (Johnny Dee) – Registrato nel gennaio 1957 al Liberty Custom Recorders di Hollywood, California
2. Completely Sweet – 2:17 (Eddie Cochran, Jerry Capehart) – Registrato nel maggio-agosto 1957 al Gold Star Recording Studios di Hollywood, California
3. Undying Love – 2:05 (Eddie Cochran, Jerry Capehart) – Registrato nel maggio-agosto 1957 al Gold Star Recording Studios di Hollywood, California
4. I'm Alone Because I Love You – 2:20 (Ira Schuster, Joe Young) – Registrato nel maggio-agosto 1957 al Gold Star Recording Studios di Hollywood, California
5. Lovin' Time – 2:04 (Jan Woolsey) – Registrato nel maggio-agosto 1957 al Gold Star Recording Studios di Hollywood, California
6. Proud of You – 1:56 (Dale Fitzsimmons) – Registrato nel maggio-agosto 1957 al Gold Star Recording Studios di Hollywood, California

Lato B
1. Mean When I'm Mad – 1:50 (Eddie Cochran, Jerry Capehart) – Registrato nel marzo 1957 al Gold Star Recording Studios di Hollywood, California
2. Stockings and Shoes – 2:09 (Lyle Gaston) – Registrato nel maggio-agosto 1957 al Gold Star Recording Studios di Hollywood, California
3. Tell Me Why – 2:15 (Eddie Cochran) – Registrato nel maggio-agosto 1957 al Gold Star Recording Studios di Hollywood, California
4. Have I Told You Lately That I Love You – 2:33 (Mac Wiseman) – Registrato nel maggio-agosto 1957 al Gold Star Recording Studios di Hollywood, California
5. Cradle Baby – 1:45 (Terry Fell) – Registrato nel maggio-agosto 1957 al Gold Star Recording Studios di Hollywood, California
6. One Kiss – 1:48 (Eddie Cochran) – Registrato nel marzo 1957 al Gold Star Recording Studios di Hollywood, California

## Formazione
- Eddie Cochran - voce, chitarra, ukulele (sessions maggio-agosto 1957)
- Perry Botkin - chitarra (sessions maggio-agosto 1957)
- Sconosciuto - batteria
- Connie Smith - contrabbasso
- The Johnny Mann Chorus (gruppo vocale) - cori
- Componenti della Johnny Mann Orchestra, sconosciuti

Note aggiuntive
- Simon Jackson - produttore
- Stan Ross e Ted Keep - ingegneri delle registrazioni
- Garrett-Howard (Murray Garrett e Gene Howard) - fotografie copertina album originale[3]

## Classifica
| Anno | Classifica            | Posizione raggiunta |
| ---- | --------------------- | ------------------- |
| 1960 | Official Albums Chart | 19                  |